# Louisa Lee Schuyler
Pour les articles homonymes, voir Schuyler.
Louisa Lee Schuyler née le 26 octobre 1837 à New York et morte le 10 octobre 1926 à Highland Falls dans l'État de New York est une philanthrope et une réformatrice sociale américaine. Pendant la guerre de Sécession, elle est la secrétaire générale de la section new-yorkaise de la Women's Central Association of Relief (Association de secours central des femmes). En 1872, elle fonde la State Charities Aid Association (Association d'aide aux œuvres de bienfaisance de l'État) ou SCAA de l'État de New York. En 1873, elle fonde la Bellevue Training School for Nurses (école de formation de soins infirmiers de Bellevue), qui depuis 1967 est rattachée à l'université de la ville de New York (City University of New York : CUNY) est connue sous le nom de la Hunter-Bellevue School of Nursing (en). Elle est surnommée la "Florence Nightingale américaine". À partir de 1890, avec son amie Josephine Shaw Lowell, elle obtient la création d'établissements médico-sociaux pour les personnes en situation de handicap dans l'État de New York.

## Biographie

### Jeunesse et formation

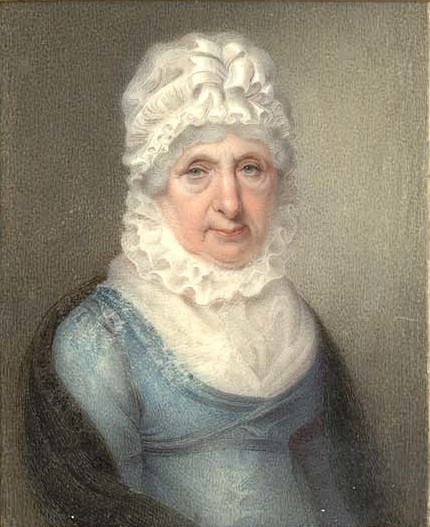
Catherine van Rensselaer.

Louisa Lee Schuyler est la fille de George Lee Schuyler, le petit-fils du général Philip Schuyler, héros de la révolution américaine et de Catherine Van Rensselaer, sa mère, Eliza Hamilton Schuyler, est la petite-fille d'Alexander Hamilton, le premier secrétaire au trésor des États-Unis,,. Louisa, son frère aîné et sa sœur cadette Georgina grandissent à Dobbs Ferry, sur les rives de l'Hudson. Son éducation scolaire est faite par des précepteurs. Pendant sa jeunesse elle fait de nombreux séjours en Europe et passe des étés dans les résidences secondaires de sa famille à Newport et à l'Île des Monts Déserts. Dès les années 1850, ses parents sont engagés au sein de la Children's Aid Society (en) de New York, et suivant leur exemple, Louisa Lee Schuyler intervient dans une école d'industrielle comme monitrice de couture auprès d'enfants de migrants,.

### La guerre de Sécession
Quand la guerre de Sécession éclate en 1861, sa mère Eliza Hamilton Schuyler fait partie des fondatrices de la Woman's Central Association of Relief (WCAR) qui devient très vite la principale auxiliaire de l'United States Sanitary Commission. Henry Whitney Bellows (en), pasteur de l'Unitarian Church of All Souls, que fréquentent ses parents et un des dirigeants de la WCAR sollicite Louisa Lee Schuyler pour qu'elle travaille pour la WCAR, ce qu'elle accepte sans hésitation. Elle devient rapidement la présidente de la commission de coordination. Elle se fait vite remarquée par sa méthode de direction et d'organisation rationnelle. Elle met en place toutes les procédures et protocoles de la commission, elle montre également ses talents de négociatrice vis à vis des autres organisations parties prenantes du soutien aux soldats de l'Union. Elle coordonne le réseau des diverses antennes locales de la WCAR qui fournissent nourriture, vêtements et médicaments pour les troupes et les hôpitaux de campagne. Son efficacité est liée à une distribution des informations nécessaires pour que les différents volontaires sachent ce qu'ils ont à faire,,,. Le trésorier de l'United States Sanitary Commission, George Templeton Strong (en) écrit à son sujet : « C'est certainement la jeune femme la plus intelligente, la plus énergique et la plus consciencieuse que je connaisse. ».
Quand la guerre de Sécession cesse en 1865, Louisa Lee Schuyler qui ne s'était point ménagée pour remplir les missions de son mandat, est frappée par un syndrome d'épuisement professionnel, elle met 6 ans à se remettre des effets de son surmenage. Pendant cette convalescence, elle voyage en Europe et en Égypte,,.

### La réformatrice sociale

#### La création de laState Charities Aid Association(SCAA) de New York

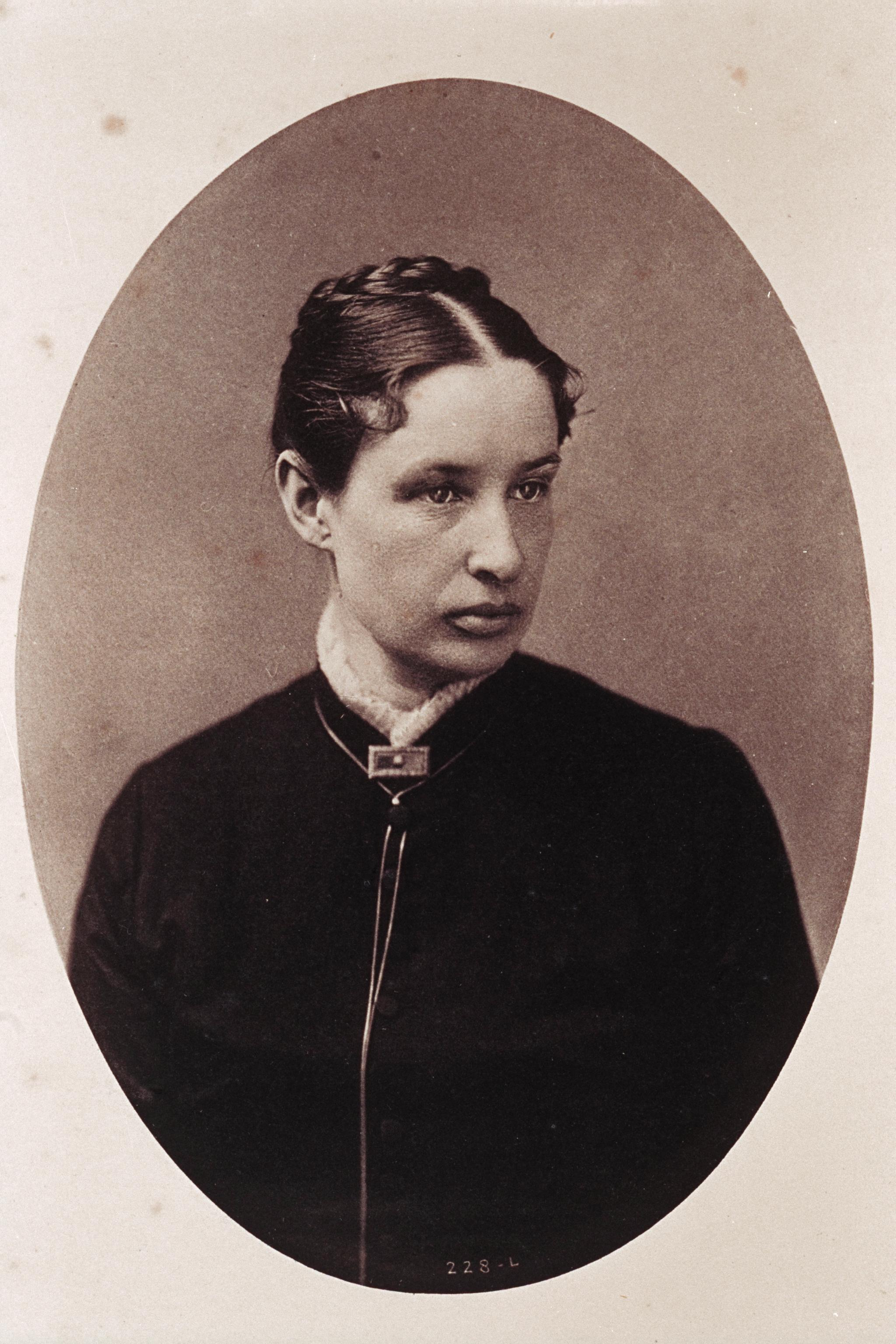
Josephine Shaw Lowell.

En 1871, ayant recouvré ses forces, elle revient aux États-Unis. Ses parents étant morts, Louisa Lee Schuyler partage un appartement à New York avec sa sœur Georgina qui comme elle ne sera jamais mariée. Elle déploie son attention vers les personnes défavorisées. Pour savoir quoi entreprendre, elle se plonge dans la lecture des rapports annuels du New York State Board of Charities (Service municipal de coordination des organismes de bienfaisance de l'État de New York) fondé en 1867. Ces rapports dévoilent l'état lamentable des divers établissements hébergeant les personnes en grande pauvreté (asiles de nuit, hospices et prisons). Horrifiée par l'état des lieux, en 1872, elle crée la State Charities Aid Association (SCAA) de New York en utilisant la même stratégie que pour la WCAR. Elle implante des commissions dans chacun des comtés de la ville de New York. Les membres de ces commissions ont pour missions de visiter les prisons, les refuges et foyers des travailleurs pauvres, les écoles et les hôpitaux afin de faire des propositions de financement lié à des programmes de réhabilitation auprès du maire de New York,,. C'est dans ce cadre de mise en œuvre de la SCAA que Louisa Lee Schuyler et Josephine Shaw Lowell reprennent leurs relations qu'elles avaient eues auparavant dans le cadre de l'United States Sanitary Commission. .L'entretien a pour objet que Josephine Shaw Lowell prenne la direction de la commission du comté de Richmond (zone administrative incluant Staten Island), ce qu'elle accepte,,,.

#### La création de laBellevue Training School for Nurses
En 1873, elle est à l'initiative de la création de la Bellevue Training School for Nurses (école de formation de soins infirmiers de Bellevue) au sein du Bellevue Hospital de New York, première école d'infirmière des États-Unis fonctionnant sur les principes d'enseignement des soins infirmiers de Florence Nightingale,,.

#### La création d'institutions pour les personnes en situation de handicap
Tout comme son amie et collègue du SCAA, Josephine Shaw Lowell, elle est horrifiée par le mélange des populations où des hommes et des femmes relevant de troubles psychiatriques nus et enchaînés dans les appentis des établissements, des nourrissons grandissant parmi des enfants plus âgés, les malades, les déficients mentaux, les bébés, les enfants, les hommes, les femmes sont mélangés dénués de soins et livrés à eux-mêmes. Elle lit les rapports de Joséphine Shaw Lowell qui exposent, preuves à l'appui, les dysfonctionnements de ces établissements et les conditions de vie pitoyables et les nécessités de les réformer. Aussi va-t-elle mener une action de lobbying pour la création d'établissements adaptés, action aboutit en 1890 à la reconnaissance des soins spécifiques aux troubles mentaux. En 1892, elle obtient un loi qui sépare les personnes atteintes de troubles épileptiques des personnes relevant des troubles psychiques de la personnalité et que l'on construise des établissements qui leur donnent les soins appropriés.
En plus de ses responsabilités au sein du SCAA, Louisa Lee Schuyler entre comme administratrice de la Russell Sage Foundation en 1907. L'année d'après apprenant que la plupart des enfants présentant les signes avant-coureurs d'une déficience visuelle ne bénéficiaient d'aucuns soins particuliers, elle mobilise la Russel Sage Foundation, la SCAA, l'Association médicale américaine (AMA), la New York Association for the Blind (actuelle Lighthouse Guild (en)), des personnalités civiles influentes et des membres des services de santé de la ville de New York et de l'État de New York afin que soit enfin créé le National Committee for the Prevention of Blindness (« Comité national pour la prévention de la cécité ») en 1915,,.

#### Divers
Avec celle qui est devenue son amie intime Josephine Shaw Lowell, elles ont montré le rôle des femmes et leurs capacités à réformer la société.
Toutes les deux siègent à la National Conference of Charities and Corrections (« Conférence nationale des organismes de bienfaisance et des services pénitentiaires ») qui se tient régulièrement chaque année entre 1873 et 1893. Assemblée qui a pour but de coordonner les divers programmes des systèmes de réhabilitation sociale : le traitement et les soins des personnes handicapées, l'enfance maltraitée ou abandonnée, les enfants délinquants, l'hébergement des indigents, l'accueil et la sélection des populations migrantes,.

### Vie privée
Après ses funérailles célébrées selon le rite unitarien à l'Unitarian Church of All Soul de Manhattan, Louisa Lee Schuyler est inhumé au Sleepy Hollow Cemetery (en) de Tarrytown (New York).

## Hommages
En décembre 2020, la SCAA prend le nom du Schuyler Center for Analysis and Advocacy dont la mission est d'informer le public sur les dispositifs d'aide sociale envers les familles et les enfants, de jouer un rôle de défenseur des droits de l'enfance maltraitée, des familles défavorisées et d'entretenir la mémoire de Louisa Lee Schuyler,.

## Archives
Les archives de la Hamilton family (en)-Schuyler family (en) (dont celles de Louisa Lee Schuyler) sont déposées et consultables à la bibliothèque de l'université du Michigan
Les archives de la SCAA sont déposées et accessibles à la New York State Library.

## Pour approfondir
: document utilisé comme source pour la rédaction de cet article.

### Notices dans des encyclopédies ou des livres de références
- (en-US) Paul Wilson Boyer (dir.), Notable American Women: A Biographical Dictionary, Volume III: 1607-1950, P-Z, Cambridge, Massachusetts, Belknap Press of Harvard University Press, 1er janvier 1971, 729 p. (ISBN 9780674288379, lire en ligne), p. 244-246,
- (en-US) Vern L. Bullough, Alice P. Stein (Editor), Olga Church (Editor) (dir.), American Nursing : A Biographical Dictionary, vol. 1, New York, Encyclopedia-Garland, 1er mars 1988, 367 p. (ISBN 9780824085407, lire en ligne), p. 284-285,
- (en-US) Jeanie Attie, Patriotic Toil: Northern Women and the American Civil War, Cornell University Press, 19 novembre 1998, 299 p. (ISBN 9780801422249, lire en ligne), p. 42-45,
- (en-US) John A. Garraty (dir.), American National Biography, Volume 19: Rousseau - Simmons, Oxford University Press, USA, 1er janvier 1999, 959 p. (ISBN 9780195127980, lire en ligne), p. 458-459,
- (en-US) Anne Commire (dir.), Women in World History, Volume 14: Shul - Sui, Yorkin Publications / Gale Group, 25 octobre 2001, 927 p. (ISBN 9780787640736, lire en ligne), p. 19-20,
- (en-US) Joanne L. Godwin (dir.), Encyclopedia of Women in American History, volume 2, Sharpe Reference, 1er mars 2002, 262 p. (ISBN 9780765680389, lire en ligne), p. 181,

### Essais
- (en-US) Elizabeth Christophers Kimball Hobson, Recollections of a Happy Life (réimpr. 2015) (1re éd. 1916), 294 p. (ISBN 9781296855659, lire en ligne),
- (en-US) Homer Folks, Louisa Lee Schuyler, The National Committee for the Prevention of Blindness, 1926, 24 p. (OCLC 13179647),
- (en-US) Constance Bradford Schuyler, Molders of modern nursing : Florence Nightingale and Louisa Schuyler, Columbia University, 1975, 331 p. (OCLC 4258059),

### Articles
NB : Les articles de JSTOR, sont librement accessibles à la lecture en ligne jusqu'à la concurrence de 99 articles par mois.
- (en-US) Anne W. Goodrich, « Louisa Lee Schuyler: An Appreciation », The American Journal of Nursing, Vol. 15, No. 12,‎ septembre 1915, p. 1079-1082 (5 pages) (lire en ligne ),
- (en-US) « Louisa Lee Schuyler: 1838-1926 », The American Journal of Nursing, Vol. 26, No. 11,‎ novembre 1926, p. 837 (lire en ligne ),
- (en-US) Robert D. Cross, « The Philanthropic Contribution of Louisa Lee Schuyler », Social Service Review, Vol. 35, No. 3,‎ septembre 1961, p. 290-301 (12 pages) (lire en ligne ),